# ザリスキー位相

この多項式のグラフは、アファイン平面においてザリスキ閉である。

代数幾何学と可換環論において、ザリスキ位相（英語: Zariski topology）は代数多様体に定義される位相であり、最初はオスカー・ザリスキによって導入された。ザリスキ位相は可換環の素イデアル全体の集合に対しても定義され、その環のスペクトルと呼ばれる。
ザリスキ位相によって、基礎体が位相体でないときでさえ、代数多様体の研究に位相空間論の道具を使うことができるようになる。このような手法はスキーム論の基本的な考えの1つであり、多様体 (manifold) が局所座標系（実アファイン空間の開部分集合）を貼り合わせて構成されるのと同じように、一般の代数多様体はアファイン多様体を貼り合わせて構成される。
代数多様体のザリスキ位相は、多様体の代数的部分集合の全体を閉集合系とする位相である。複素数体上の代数多様体の場合には、ザリスキ位相は通常の位相よりも粗く、任意の代数的集合は通常の位相でも閉集合であるが、逆は一般には正しくない。
可換環の素イデアル全体の集合へのザリスキ位相の一般化は、代数閉体上定義されたアファイン多様体の点全体と多様体の正則関数環の極大イデアル全体との間の1:1対応を確立するヒルベルトの零点定理から従う。この定理より、可換環の極大イデアル全体の集合上のザリスキ位相は、ある与えられたイデアルを含む極大イデアルの全体を閉集合とし、かつそのような集合のみが閉集合である、と定めればよいことが示唆される。グロタンディークのスキーム論のもう1つの基本的な考えは、極大イデアルに対応する普通の点のみならず、すべての（既約）代数多様体、これは素イデアルに対応する、をも点として考えることである。したがって、可換環の素イデアル全体の集合（スペクトル）上のザリスキ位相は、ある固定されたイデアルを含むような素イデアル全体の集合の全体を閉集合系とする位相である。

## 多様体のザリスキ位相
古典的な代数幾何学（つまりスキーム（1960年頃グロタンディークによって導入された）を用いない代数幾何学）において、ザリスキ位相は代数多様体上に定義される。ザリスキ位相は、多様体の点全体の上に定義されるのであるが、閉集合の全体が多様体の代数的集合全体であるような位相である。最も初等的な代数多様体はアファイン多様体と射影多様体であるから、この両者の場合に定義をより明示的にしておくと有用である。以下では固定された代数閉体 k 上で考える。（古典的な幾何学では k はほとんどいつも複素数体である。）

### アファイン多様体
まずアファイン空間 {\displaystyle \mathbb {A} ^{n}} に位相を定義する。{\displaystyle \mathbb {A} ^{n}} は集合としては単に k 上の n 次元ベクトル空間である。位相は（開集合系でなく）閉集合系によって定める。閉集合系は、{\displaystyle \mathbb {A} ^{n}} のすべての代数的集合と定める。つまり、閉集合は
{\displaystyle V(S)=\{x\in \mathbb {A} ^{n}\mid f(x)=0,\;\forall f\in S\}}
の形の集合である。ただし S は k 上の n 変数多項式からなる任意の集合である。以下の性質は直ちに確かめられる。
- V(S) = V((S)), ただし (S) は S の元全体によって生成されたイデアル。
- 多項式の任意の2つのイデアル I, J に対し、
  1. {\displaystyle V(I)\cup V(J)\,=\,V(IJ);}
  2. {\displaystyle V(I)\cap V(J)\,=\,V(I+J).}

これらの性質より、V(S) の形の集合の有限和や任意交叉もこの形の集合であるから、この形の集合の全体を閉集合系とすることにより位相が定まる。これが {\displaystyle \mathbb {A} ^{n}} 上のザリスキ位相である。
X がアファイン代数的集合であれば（既約であってもなくても、その上のザリスキ位相は単純に、ある {\displaystyle \mathbb {A} ^{n}} への包含から誘導される相対位相と定義される。あるいは同じことだが、以下のことを証明できる。
- アファイン座標環

{\displaystyle A(X)\,=\,k[x_{1},\dots ,x_{n}]/I(X)}
の元は（{\displaystyle k[x_{1},\dots ,x_{n}]} の元が {\displaystyle \mathbb {A} ^{n}} 上の関数として振る舞うのとちょうど同じように）X 上の関数として振る舞う。
- 多項式からなる任意の集合 S に対し、T をその A(X) における像全体からなる集合とすると、X の部分集合

{\displaystyle V'(T)=\{x\in X\mid f(x)=0,\;\forall f\in T\}}
は V(S) の X との共通部分に等しい。（これらの記法は標準的というわけではない。）
これによって、上の式（明らかに以前の式の一般化である）は任意のアファイン多様体上のザリスキ位相を定義している。

### 例
k を複素数体とし、n = 1 とすると、アファイン空間 {\displaystyle \mathbb {A} ^{1}} の閉集合は、すべての有限集合および全体集合である。したがって、ザリスキ位相の意味での閉集合は、ユークリッド位相の下でも閉集合であるが、ユークリッド位相での閉集合は、有限集合でなければ、全体集合でない限りザリスキ位相では閉集合とならない。例えば整数全体のなす集合 Z は閉集合でない。Z は {\displaystyle \mathbb {A} ^{1}} において稠密でもあり、通常の位相とは大きく異なる。一般に可算無限個の点を持つ集合は {\displaystyle \mathbb {A} ^{1}} の稠密な部分集合となる。さて、{\displaystyle \mathbb {A} ^{1}} から C（{\displaystyle \mathbb {A} ^{1}} と同一視してザリスキ位相を入れる）への正則関数とは多項式関数のことであり、この関数は連続である。さらに、可算無限個の相異なる点の行き先を定めれば、それらの点を通るような多項式関数は高々一つしか存在しない。このように、ザリスキ位相は {\displaystyle \mathbb {A} ^{1}} 上の正則関数（多項式関数）と相性が良いことが分かる。

### 射影多様体
n-次元射影空間 {\displaystyle \mathbb {P} ^{n}} は、2つの点が k のスカラー倍異なるとき、スカラー倍を同一視することにより、{\displaystyle \mathbb {A} ^{n+1}} 内の 0 以外の点の同値類として定義される。多項式環 {\displaystyle k[x_{0},\dots ,x_{n}]} の元は、任意の元が多項式の中で異なる値をとるという多くの表現を持っているので、{\displaystyle \mathbb {P} ^{n}} 上の函数ではない。しかし、斉次多項式に対し、与えられた射影的点上で 0 をとるか 0 を取らないかという条件は、スカラー因子は多項式に影響しないので、well-defined である。従って、S が斉次多項式の集合であれば、
{\displaystyle V(S)=\{x\in \mathbb {P} ^{n}\mid f(x)=0,\forall f\in S\}}
と言ってもよい。
これと同じ事実がこれらの集合に対して成り立つかもしれない。ただし、「イデアル」という単語は「斉次イデアル」という単語に置き換えねばならない。すると、斉次多項式の集合 S に対して V(S) は、{\displaystyle \mathbb {P} ^{n}} 上の位相を定義する。このように、これらの集合の補集合を D(S) あるいは、混乱がないならば、D′(S) と書く。
射影的なザリスキー位相は、アフィン多様体のザリスキー位相がアフィン代数的集合に対して部分空間の位相をとることにより定義されたことと同様に、射影的代数的集合に対して定義される。上記と同じ公式により、射影的座標環の元の集合により、ザリスキー位相が定義されることが示される。

### 性質
これらの位相についての極めて有効な事実は、それらの基底(basis)が特別な単純元、つまり、f の個別多項式（もしくは、射影多様体の同時多項式） D(f) からなることを示すことができることである。実際、これらが基底を形成することは、与えられた 2つのザリスキー閉集合の交叉の公式から理解することができる（これを繰り返し、(S) の生成元によち生成される主イデアルへ適用する）。これらを識別可能(distinguished)もしくは基本(basic)開集合と呼ぶ。
ヒルベルトの基底定理とネーター環の基本性質により、全てのアフィン座標環と射影座標環はネーター環である。結果として、ザリスキー位相を持つアフィン空間も射影空間も、ネーター位相空間(Noetherian topological space)であり、これら空間の任意の部分空間はコンパクトであることを意味する。
k が有限体でない場合は、多様体はハウスドルフ空間ですらない。古いトポロジーの文献では、「コンパクト」はハウスドルフの性質に含まれていると理解されていて、この考え方は未だに代数幾何学では尊重されている。現代的な意味でのコンパクト性は、代数幾何学では「準コンパクト性」と呼ばれる。しかし、全ての点 (a1, ..., an) は多項式 x1 - a1, ..., xn - an の零点の集合であるので、点自体も閉点であり、全ての多様体はT1空間の公理を満たす。
全ての多様体の正則写像は、ザリスキー位相に関して連続である。事実、ザリスキー位相は（最も少ない開集合をもつ）最も弱いトポロジーで、そこでは上記は正しく、点は閉じている。このことは、容易に、ザリスキー閉集合が単純に多項式函数による 0 の逆像の交叉と単純に考えることにより理解されるので、{\displaystyle \mathbb {A} ^{1}} への正則写像と考えることができる。

## 現代の定義
現代の代数幾何学は、出発点として環のスペクトル(素イデアルの集合)を取った。 この定式化は、ザリスキー閉集合が集合
{\displaystyle V(I)=\{P\in \operatorname {Spec} \,(A)\mid I\subseteq P\}}
として取られる。ここに A は固定された可換環であり、I はイデアルである。古典的な描像との関係を理解するには、ヒルベルトの零点定理により、（代数的閉体上の）多項式の集合 S に対し、（古い意味での） V(S) の点は、ちょうど (x1 - a1, ..., xn - an) が S を含むような n 個の組 (a1, ..., an) に一致する。さらに、これらは極大イデアルであり、「弱い」零点定理により、任意のアフィン座標環のイデアルが極大であることと、イデアルがこの形であることとは同値である。このようにして、V(S) が S を含む極大イデアルと「同じ」となる。グロタンディエクの Spec を定義した革新的な点は、極大イデアルを全ての素イデアルに置き換えたことであった。極大イデアルが環のスペクトルの中では閉集合を定義とすることができことの単純な一般化であることとして、この定式化では自然である。
元来の定義よりもより単純と思われる、現代的な定義の解釈は、A の元を A の素イデアル上の函数として考えることが可能であるという解釈である。すなわち、Spec A 上の函数として考えると、単純に任意の素イデアル P が対応する剰余体を持ち、この剰余体が商 A/P という分数体であり、A の任意の元が剰余体の中へ反映する。さらに、実際に P の中にある元は、正確に P の中への反映が 0 となる元である。従って、A の任意の元 a の写像
{\displaystyle e_{a}\colon {\bigl (}P\in \operatorname {Spec} (A){\bigr )}\mapsto \left({\frac {a\;{\bmod {P}}}{1}}\in \operatorname {Frac} (A/P)\right)}
を考えると、この値（a での評価値）は剰余体の中へ反映された各々の点に Spec A 上の函数として対応し（その値は、異なる点では異なる体の上にあることが可能となり）、従って、
{\displaystyle e_{a}(P)=0\Leftrightarrow P\in V(a)}
を得る。
さらに一般的には、任意のイデアル I に対する V(I) は、I で 0 となる全ての函数の共通集合であり、公式に古典的な定義と同じである。実際、A がある代数的閉体 k 上の多項式環であるという意味でA の極大イデアルは（前のパラグラフで議論した）k の n 個の組と同一視でき、剰余体は k と一致し、「評価」写像は対応する n 個の組での多項式の実際の値である。上に示したように、「函数の零点」として双方の意味を持つ現代的定義の解釈として、極大イデアルを同時に考える現代的定義と古典的定義は本質的に同じになっている。
まさに Spec をアフィン多様体に置き換え、Proj構成(Proj construction)を射影多様体が現代の代数幾何のである。「不適切な極大イデアル」（別な記事に議論されている）の完備化が必要ではあるが、アフィンから射影の定義への古典的な定義は、「イデアル」を「同次イデアル」へ置き換えるだけである。

### 性質
トポロジーの古典的描像と新しい描像の最も劇的な変化は、点がもはや閉じている必要はないということである。定義を拡張することで、グロタンディークは、閉包がそれ自体よりも大きい（同じではなく）生成点(generic point)と言う考え方を導入した。閉点は A の極大イデアルに対応する。しかし、注意すべきは、スペクトルや射影スペクトルは未だ T0 空間となることである。なぜなら、 A の素イデアルである2点 P, Q をとり、 P は Q を含まないとすると、D(Q) は P を含み、Q を含まない開集合となるからである。
まさに古典代数幾何学のように、任意のスペクトルや射影スペクトルはコンパクトであり、問題にしている環がネーター的であれば、空間はネーター的な空間である。しかし、これらの事実は直感とは食い違い、連結空間以外の開集合をコンパクトとすることは期待できなく、アフィン多様体（例えば、ユークリッド空間）に対しては、空間自体がコンパクトであることすら期待できない。これは、ザリスキー位相の通常の幾何学的には一致しないことの一例である。グロタンディエクは、この問題をスキームの固有性(properness)という考え方（実際、スキームの射）を定義することにより解決した。この考え方は直感的なコンパクト性という考え方を再現する。しかし、Proj では固有であるが、Spec では固有ではない。

### 例

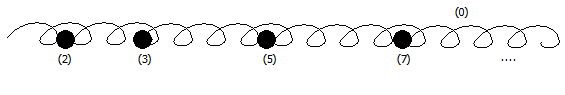
ℤ のスペクトル

- 体 k のスペクトル Spec k は、一つの元からなる位相空間である。
- 整数ℤのスペクトル Spec ℤ は、素数 p に対応する極大イデアル (p) ⊂ ℤを閉点として持ち、零イデアル (0) を閉でない生成点（英語版）(generic point)（すなわち、閉包は全空間となる）として持つ。従って、Spec ℤ の閉集合全体は、ちょうど有限個の閉点の合併と全体空間からなる。
- 体 k 上の一変数多項式環のスペクトル Spec k[t] は、{\displaystyle \mathbb {A} ^{1}} で表され、アフィン直線(affine line)である。体上の一変数多項式環は主イデアル整域であることが知られていて、既約多項式は k[t] の素元である。k が例えば複素数体のような代数的閉体であれば、定数でない多項式が既約であることと、線型で k のある元 a により t − a の形であることとは同値である。従って、スペクトルは k の全ての元 a に対応する閉点と零イデアルに対応する生成点から構成される。k が例えば実数体のような代数的閉体でなければ、非線型な既約多項式の存在により、描像はさらに複雑になる。例えば、ℝ[t] のスペクトルは、ℝ の中の a に対する閉点 (x − a) と p, q が ℝ の元であり、負の判別式 p2 − 4q < 0 であるような (x2 + px + q) と最後に生成点から構成される。任意の体に対し、Spec k[t] の閉集合全体は閉点の有限個の合併と全体空間である。（これは代数的閉体に対しては上記の議論より明らかである。一般的な場合の証明は、いくつかの可換代数、つまり k[t] のクルル次元は 1 であるという事実 - クルルの主イデアル定理を参照 - 必要とする。

## 参照項目
- 環のスペクトル（アフィンスキーム）
- スペクトル空間（英語版）(Spectral space)

## 関連書籍
- Hartshorne, Robin (1977), Algebraic Geometry, Berlin, New York: Springer-Verlag, ISBN 978-0-387-90244-9, OCLC 13348052, MR0463157
- Todd Rowland. "Zariski Topology". mathworld.wolfram.com (英語).